# Cárcheles
Cárcheles er en kommune i det sydlige Spanien i provinsen Jaén. Den har et indbyggertal på 1.293 (2024) indbyggere.